# Alexandra Stan
Alexandra Stan (Constança, 10 de Junho de 1989) é uma cantora e compositora da Romênia. Ganhou notoriedade após lançar seu segundo single "Mr. Saxobeat", que esteve em #1 lugar nas rádios da Romênia, e alcançou grande sucesso na maioria dos países da América Latina e Europa. Seu álbum de estreia, intitulado Saxobeats foi lançado primeiro na França no final do mês de Agosto de 2011, e posteriormente lançado no resto do mundo. É a terceira artista com maior notoriedade da Romênia, atrás de Inna e Edward Maya. No mês de agosto de 2017 lançou o clipe do novo single intitulado "Noi Doi" que atingiu 814 mil visualizações em quatro dias.

## Biografia
Desde muito jovem, Stan mostrava interesse pela música, além de cantar, ela criava suas próprias músicas. Alexandra Stan disse ser apaixonada pela música desde sua infância e que Ariel, A Pequena Sereia foi a sua primeira inspiração. Estudou no Liceu, na cidade de Trajano e é estudante do segundo ano da Faculdade de Gestão de Andrei Saguna. Em entrevista declarou que acredita em Deus e que ela tem princípios a sua religião, mas não acredita na Igreja.

## Carreira
Alexandra Stan participou de vários concursos de música, entre eles o Mamaia Festival, no qual teve uma memorável participação. Iniciou o sucesso com a ajuda dos produtores Marcel Prodan e Andrei Nemirschi do Maan Studio, que conheceram Stan em um bar de karaoke. Seu primeiro single "Lollipop", abriu as portas de sua carreira, sendo tocado na TV e rádio da Romênia. Depois de conquistar o sucesso em seu país, foi a vez de seu segundo single conquistar o mundo. O sucesso "Mr. Saxobeat", alcançou ótimas posições nas paradas mundiais, inclusive no UK Singles Chart e Billboard Hot 100.
O próximo single do álbum Saxobeats, "Get Back (ASAP)", teve boa recepção na Europa. Enquanto preparava seu segundo álbum, Stan lançou algumas canções, "Lemonade", "Cliché (Hush Hush)" e "All My People", que tiveram algum sucesso, especialmente no Japão, que chegou a receber uma nova versão de Saxobeats intitulada Cliché (Hush Hush) em 2013. Porém o segundo disco de Stan, que seria inicialmente lançado em setembro de 2013, acabou adiado após a cantora sofrer agressões de Marcel Prodan, seu então empresário e namorado. Seguiu-se um breve hiato e após Stan retomar a carreira, uma batalha legal entre ela e Prodan ligado ao abuso e a Stan continuar cantando as obras lançadas pela Maan, que culminou com Prodan sendo sentenciado a sete meses de Sursis e um pagamento de 10 mil euros por danos médicos e morais.
Stan voltou a lançar música com "Thanks for Leaving" em Abril de 2014. Dois outros singles, "Cherry Pop" e "Dance", seguiram-se até lançar o segundo álbum, Unlocked, em agosto. Em 2015, Stan teve uma colaboração com a romena Inna, "We Wanna", e no ano seguinte lançou o terceiro álbum Alesta, que foi promovido inicialmente com uma turnê no Japão.
No mês de agosto de 2017 lançou o clipe do novo single intitulado "Noi Doi", música dançante que Alexandra canta em Romeno.

### Studio albums
| Título    | Detalhes                                                                                   | Posições | Posições | Posições | Posições | Posições | Posições | Posições | Vendas        |
| Título    | Detalhes                                                                                   | AUT      | FIN      | FRA      | GER      | HUN      | JPN      | SWI      | Vendas        |
| --------- | ------------------------------------------------------------------------------------------ | -------- | -------- | -------- | -------- | -------- | -------- | -------- | ------------- |
| Saxobeats | - Lançamento: 29 de agosto de 2011 - Gravadora: Play On - Formato(s): CD, download digital | 25       | 27       | 76       | 29       | 39       | 15       | 24       | - JPN: 68,245 |
| Unlocked  | - Lançamento: 27 de agosto de 2014 - Gravadora: Victor - Formato(s): CD, download digital  | —        | —        | —        | —        | —        | 21       | —        | - JPN: 17,045 |

## Singles
| Ano                                          | Título                                                    | Melhor Posição | Melhor Posição | Melhor Posição | Melhor Posição | Melhor Posição | Melhor Posição | Melhor Posição | Melhor Posição | Melhor Posição | Melhor Posição | Melhor Posição | Melhor Posição | Melhor Posição | Certificação                                                                                     | Álbum                   |
| Ano                                          | Título                                                    | ROM            | ALE            | AUT            | DIN            | SVQ            | ESP            | FRA            | HOL            | ITA            | JPN            | RU             | RCH            | SUI            | Certificação                                                                                     | Álbum                   |
| -------------------------------------------- | --------------------------------------------------------- | -------------- | -------------- | -------------- | -------------- | -------------- | -------------- | -------------- | -------------- | -------------- | -------------- | -------------- | -------------- | -------------- | ------------------------------------------------------------------------------------------------ | ----------------------- |
| 2009                                         | "Lollipop (Param Pam Pam)"                                | 18             | —              | —              | —              | —              | —              | —              | —              | —              | —              | —              | —              | —              |                                                                                                  | Saxobeats               |
| 2010                                         | "Mr. Saxobeat"                                            | 1              | 1              | 1              | 1              | 1              | 3              | 6              | 2              | 1              | 9              | 3              | 2              | 1              | - Ouro - Platina - Platina - Ouro - Platina - 4× Platina - Platina - Ouro - 4× Platina - Platina | Saxobeats               |
| 2011                                         | "Get Back (ASAP)"                                         | 4              | —              | 27             | 20             | 25             | 18             | 18             | —              | 35             | —              | 56             | 5              | 23             |                                                                                                  | Saxobeats               |
| 2011                                         | "One Million" (feat. Carlprit)                            | 13             | —              | —              | —              | —              | —              | —              | —              | 37             | —              | —              | —              | —              |                                                                                                  | Saxobeats               |
| 2012                                         | "Lemonade"                                                | —              | —              | —              | —              | —              | —              | —              | —              | 30             | 27             | —              | 70             | —              | - Ouro                                                                                           | Cliché (Hush Hush)      |
| 2012                                         | "Cliché (Hush Hush)"                                      | —              | —              | —              | —              | —              | —              | —              | —              | 50             | 11             | —              | —              | —              |                                                                                                  | Cliché (Hush Hush)      |
| 2013                                         | "All My People" (vs. Manilla Maniacs)                     | —              | —              | —              | —              | —              | —              | —              | —              | 55             | 50             | —              | —              | —              |                                                                                                  | Cliché (Hush Hush)      |
| 2013                                         | "Baby, It's OK!" (Follow Your Instinct ft. Alexandra Stan | 98             | 17             | 31             | —              | —              | —              | —              | —              | —              | —              | —              | —              | 44             |                                                                                                  | Animal Instinct/Alesta  |
| 2014                                         | "Thanks for Leaving"                                      | 42             | —              | —              | —              | —              | —              | —              | —              | 83             | —              | —              | —              | —              |                                                                                                  | Unlocked                |
| 2014                                         | "Cherry Pop"                                              | 44             | —              | —              | —              | —              | —              | —              | —              | —              | 64             | —              | —              |                |                                                                                                  | Unlocked                |
| 2014                                         | "Dance"                                                   | 44             | —              | 70             | —              | —              | —              | —              | —              | —              | 25             | —              | —              | —              |                                                                                                  | Unlocked                |
| 2014                                         | "Give Me Your Everything"                                 | —              | —              | —              | —              | —              | —              | —              | —              | —              | —              | —              | —              | —              |                                                                                                  | Unlocked                |
| 2014                                         | "Vanilla Chocolat" (featuring Connect-R)                  | —              | —              | —              | —              | —              | —              | —              | —              | —              | —              | —              | —              | —              |                                                                                                  | Unlocked                |
| 2015                                         | "We Wanna" (with Inna ft. Daddy Yankee)                   | 59             | —              | —              | —              | 39             | 82             | —              | —              | 60             | 72             | —              | 72             | —              |                                                                                                  | Alesta / Inna/ Unlocked |
| 2015                                         | "I Did It, Mama!"                                         | 9              | —              | —              | —              | —              | —              | —              | —              | —              | —              | —              | —              | —              |                                                                                                  | Alesta                  |
| 2016                                         | "Balans" (featuring Mohombi)                              | -              | —              | —              | —              | —              | —              | —              | —              | —              | —              | —              | —              | —              |                                                                                                  | Alesta                  |
| 2016                                         | "Écoute" (ft. Havana)                                     | 14             | —              | —              | —              | —              | —              | —              | —              | —              | —              | —              | —              | —              |                                                                                                  | Alesta                  |
| 2016                                         | "Boom Pow"                                                | -              | —              | —              | —              | —              | —              | —              | —              | —              | —              | —              | —              | —              |                                                                                                  | Alesta                  |
| 2016                                         | "Call the Police" (ft. Inna, Antonia e Lori)              | 64             | —              | —              | —              | —              | —              | —              | —              | —              | —              | —              | —              | —              |                                                                                                  |                         |
| "—" Não entrou na tabela musical deste país. |                                                           |                |                |                |                |                |                |                |                |                |                |                |                |                |                                                                                                  |                         |

## Prêmios e Nomeações
| Ano  | Prêmio                          | Categoria                 | Indicação      | Resultado |
| ---- | ------------------------------- | ------------------------- | -------------- | --------- |
| 2011 | MTV Romania Music Awards        | "Melhor Canção"           | "Mr. Saxobeat" | Venceu    |
| 2011 | MTV Romania Music Awards        | "Melhor Artista Feminina" | Alexandra Stan | Indicado  |
| 2011 | MTV Romania Music Awards        | "Melhor Canção Dance"     | "Mr. Saxobeat" | Indicado  |
| 2011 | MTV Romania Music Awards        | "Border Breaker"          | Alexandra Stan | Venceu    |
| 2011 | MTV Europe Music Awards         | "Melhor Artista Romeno"   | Alexandra Stan | Venceu    |
| 2011 | European Border Breakers Awards | "Border Breaker"          | Alexandra Stan | Venceu    |